# Inštitut za javno politiko
Inštitut za javno politiko (srb. Institut za javnu politiku) je srbska organizacija s sedežem v Beogradu. Ustanovljen je bil leta 2013 v Podgorici.
Leta 2014 je odprl še pisarno v Ljubljani s posvetom o 10 letih Slovenije v Evropski uniji ter izkušnjah in izzivih zahodnega Balkana. Srečanje je odprl Gregor Virant, slovenski minister za notranje zadeve. Tanja Fajon je poudarila pomen širitve EU na zahodni Balkan.

## Člani
Sestavljajo ga programska, strokovna in projektna skupina ter skrbniški odbor. Slovenski člani inštituta v skupini strokovnjakov so David Weindorfer, pravnica Barbara Tekavec, ekonomist Aleš Ekar, novinarka Mojca Mavec, ekonomistka Maja Kovač, novinar Vanja Vardjan in pravnica Jasna Slamnik.

## Financiranje
Leta 2018 je od srbskega Ministrstva za delo in socialna vprašanja dobil 80.000 evrov za projekt za izboljšanje položaja starejših oseb.

## Kritike
Vodja inštituta, Vladimir »Beba« Popović, velja za človeka iz kroga Aleksandra Vučića. Inštitutu očitajo, da je služil s strokovnim izobraževanjem mladih članov Vučićeve Srbske napredne stranke. Med njimi je bil Miloš Terzić, ki je Tanjo Fajon označil za propadlo slovensko političarko.